# Keikyū série 1500
La série 1500 (1500形, 1500-gata) est un type de rames automotrices électriques exploité par la compagnie Keikyū pour les services de banlieue et périurbains dans la région sud de Tokyo depuis 1985.

## Description
La série 1500 sont composées de quatre, six ou huit voitures construites par Kawasaki Heavy Industries et Tokyu Car Corporation. Un total de 166 voitures (28 rames) ont été fabriquées.

### Extérieur
Les caisses des voitures sont en acier pour les cinq premières rames et en alliage d'aluminium pour les suivantes. Les rames arborent la livrée classique de la compagnie, rouge avec une bande blanche.

### Intérieur
L’aménagement intérieur privilégie des banquettes longitudinale pour maximiser la capacité lors des heures de pointe. Les rames rénovées incluent des améliorations comme des écrans LCD pour l'information voyageurs et une meilleure ergonomie.

## Historique
La série 1500 a été mise en service 1er avril 1985 pour remplacer les rames de la série 1000 de la première génération.
Le 24 septembre 2012, une rame de huit voitures (rame 1701) a déraillé entre les gares d'Oppama et de Keikyū Taura sur la ligne principale Keikyū suite à un glissement de terrain causé par de fortes pluies. L’accident a fait 9 blessés graves et 47 légers, dont le conducteur. La rame a été retirée du service.
Avec l’introduction des dernières tranches de la série N1000 (notamment la version 1000-1890 surnommée "Le Ciel"), la série 1500 est en cours de remplacement. Les rames à quatre voitures ont été entièrement retirées en 2023, et les rames restantes (six et huit voitures) devraient être progressivement retirées d’ici 2030.

## Services
Les rames de huit voitures sont principalement utilisées sur les services  « Rapid Limited Express » et « Limited Express » sur la ligne principale Keikyū et la ligne Kurihama, y compris les services interconnectés avec la ligne Asakusa et la ligne Keisei Oshiage. Les rames de six voitures sont principalement utilisées sur les services omnibus.

## Galerie photos

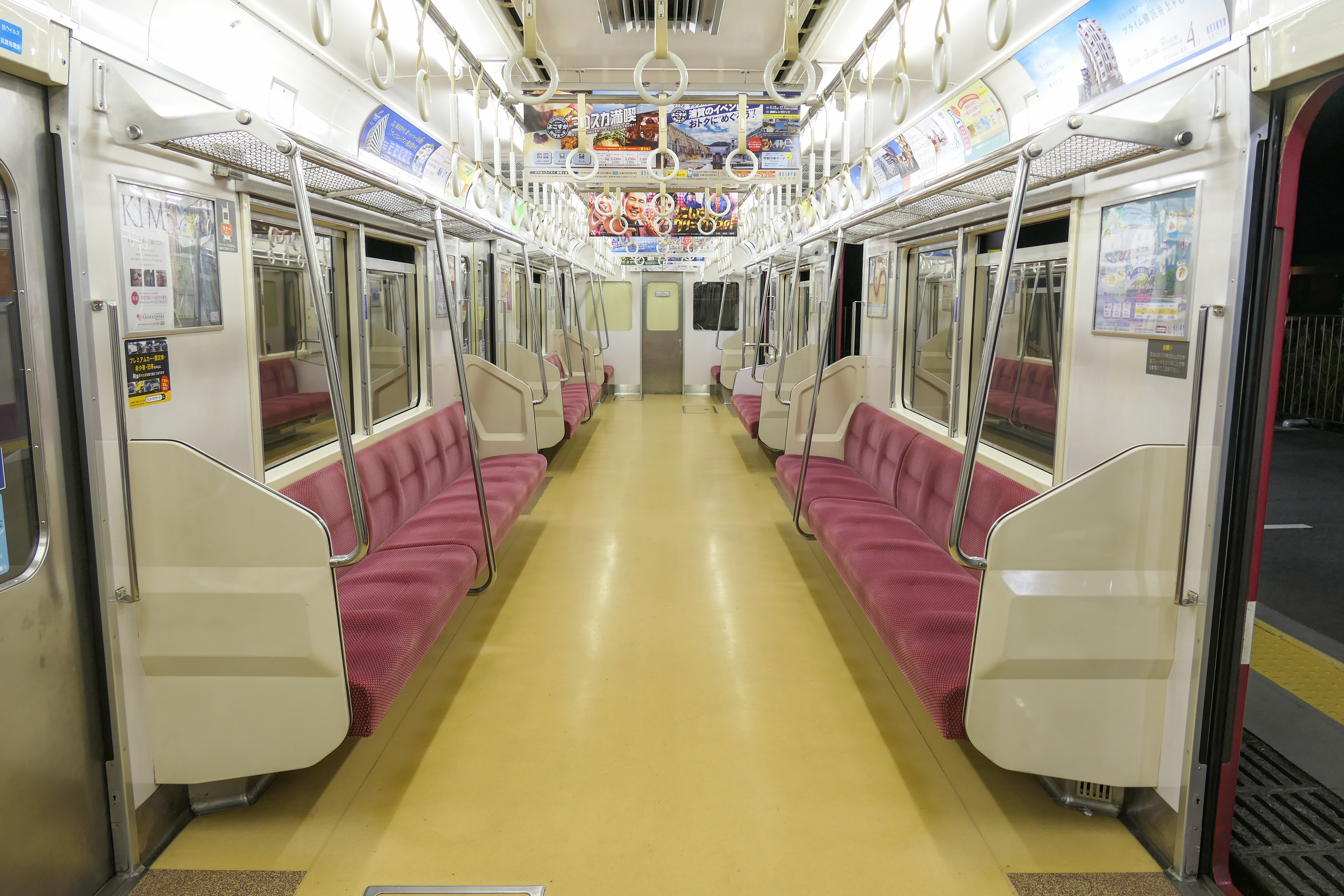
Espace voyageurs
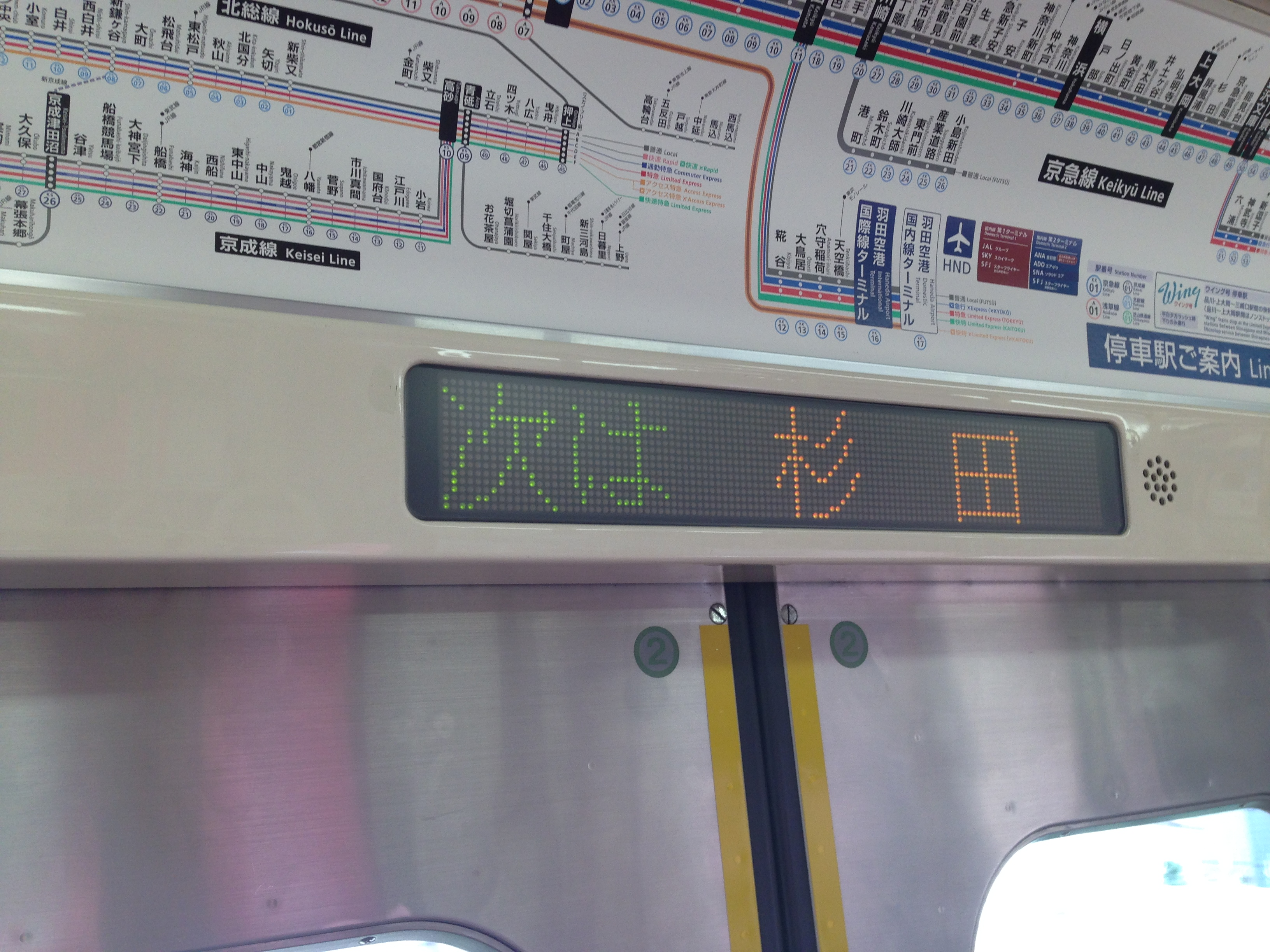
Information voyageurs
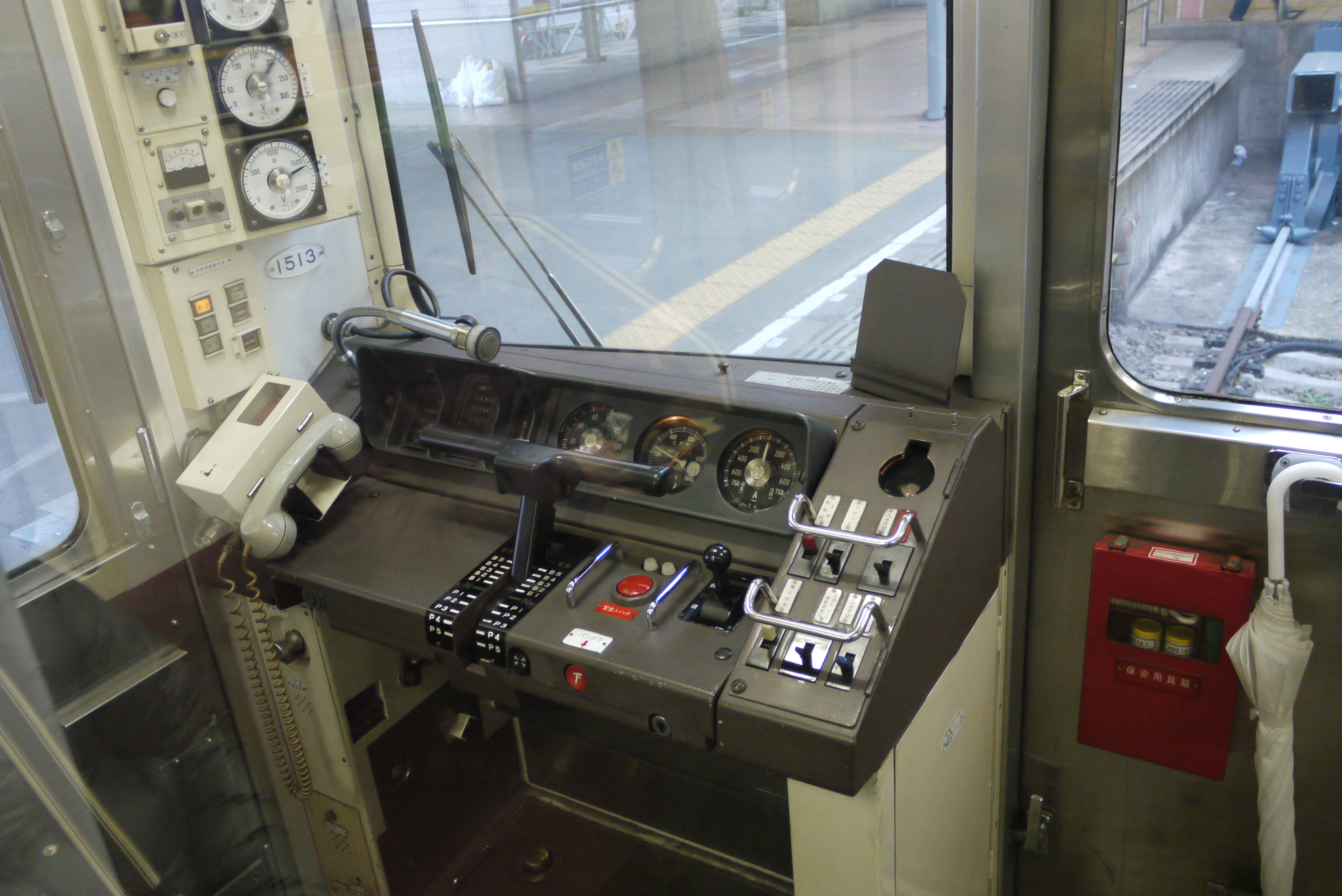
Cabine de conduite